# Pickens (South Carolina)
Pickens is een plaats (town) in de Amerikaanse staat South Carolina en is vernoemd naar politicus Andrew Pickens. Het is de hoofdplaats van Pickens County.

## Demografie
Bij de volkstelling in 2000 werd het aantal inwoners vastgesteld op 3012.
In 2006 is het aantal inwoners door het United States Census Bureau geschat op 2996, een daling van 16 (-0,5%).

## Geografie
Volgens het United States Census Bureau beslaat de plaats een oppervlakte van
6,4 km², geheel bestaande uit land. Pickens ligt op ongeveer 326 m boven zeeniveau.
In de nabijheid van de plaats ligt de berg Glassy Mountain.

## Plaatsen in de nabije omgeving
De onderstaande figuur toont nabijgelegen plaatsen in een straal van 16 km rond Pickens.

## Geboren
- Browning Bryant (24 januari 1957), zanger en liedschrijver